# Сімничі
Сімничі (або Сямниця, Семніце, пол. Siemnice) — село в Польщі, у гміні Рахані Томашівського повіту Люблінського воєводства. Населення — 371 особа (2011). Розташоване на Закерзонні (в історичній Холмщині).

## Історія
1578 року вперше згадується православна церква в селі.
За даними етнографічної експедиції 1869—1870 років під керівництвом Павла Чубинського, у селі переважно проживали римо-католики, але населення здебільшого розмовляло українською мовою.
У 1975—1998 роках село належало до Замойського воєводства.

## Населення
Демографічна структура станом на 31 березня 2011 року:
|          | Загалом | Допрацездатний вік | Працездатний вік | Постпрацездатний вік |
| -------- | ------- | ------------------ | ---------------- | -------------------- |
| Чоловіки | 188     | 49                 | 117              | 22                   |
| Жінки    | 183     | 43                 | 87               | 53                   |
| Разом    | 371     | 92                 | 204              | 75                   |